# Adli Yakan Pascià
Adli Yakan Pascià (in arabo عدلي يكن باشا‎? , talvolta chiamato per antonomasia ʿAdlī Pascià) (Il Cairo, 24 gennaio 1863 – Parigi, 22 ottobre 1933) è stato un politico egiziano è stato Primo ministro dell'Egitto tra il 1921 e il 1922, una seconda volta tra il 1926 e il 1927 e infine nel 1929.
Fondò nell'ottobre del 1922 il Partito dei Liberali Costituzionali (in arabo حزب الأحرار الدستوريين‎?, Ḥizb al-aḥrār al-dustūriyyīn), distaccandosi dalla linea dura del Wafd adottata nel suo confronto con il Regno Unito, preferendo ricercare una linea di dialogo per evitare le dure reazioni della potenza occupante.
Resse diverse funzioni pubbliche, inclusa quella di ministro degli Esteri, di ministro dell'Interno, di ministro dell'Istruzione e di presidente del Senato egiziano.
Era bis-bisnipote di Mehmet Ali Pascià.